# Моанда (Габон)
Моанда (фр. Moanda) — одне з найбільших міст Габону, розташоване в провінції Верхнє Огове. Адміністративний центр департаменту Лембумбі-Лею. Місто є одним з найважливіших центрів видобутку марганцю, розробка покладів якого почалася у 1957 році компанією COMILOG Cableway. Моанда з населенням 59 154 осіб (2013) є другим за величиною, після Франсвіля, містом провінції Верхнє Огове. Крім того, це прикордонне місто лежить за 100 км від кордону з Республікою Конго.

## Географія і клімат
Моанда розташована на декількох сусідніх плато, що знаходяться між вищим і великим плато Bangombe на півночі і болотистою місцевістю річки Міосо на півдні.
Клімат екваторіальний, у період з січня по березень характерні грози і висока температура повітря, а з липня по вересень — низька.

## Історія
Спочатку Моанда була селом, що розташовувалася на болотистих берегах річки Міосо. Відкриття покладів марганцю на прилеглому плато Bangombe у 1953 році призвело до появи міста. У 1959 році близько Моанди була побудована залізниця, якою експортується руда. Чисельність населення міста зросла в 1990-х роках через приплив біженців з Республіки Конго.

## Адміністративний поділ
Моанда розділена на три частини. Перша розташована на головному плато і його схилах, на ній знаходяться торговий центр і густонаселені райони — Ankoula, Montagne Sainte і Fumier. У другій найбільш густонаселені райони — Alliance, Rio і L'Oasis. Третя знаходиться на сході плато і включає райони Lekolo і Leyima.

## Економіка
Моанда є одним з найбільших центрів видобутку марганцю в світі. Керуюча компанія, COMILOG Cableway, експортує в середньому 3,5 млн тонн марганцевої руди на рік, роблячи Габон одним з трьох найбільших експортерів марганцю в світі. Марганець досі видобувається на плато Bangombe (42 км²).

## Транспорт
У місті є аеропорт і залізничний вокзал, який знаходиться на північ від плато Bangombe. Також є автодорога N3, яка з'єднує Моанду і Мбінду (Республіка Конго).